# سوفی اشمیت
سوفی اشمیت (انگلیسی: Sophie Schmidt؛ زادهٔ ۲۸ ژوئن ۱۹۸۸) بازیکن فوتبال اهل کانادا است.
از باشگاه‌هایی که در آن بازی کرده‌است می‌توان به مجیک‌جک، هیوستون دش، اسکای بلو اف‌سی، و باشگاه فوتبال ۱.اف‌اف‌سی فرانکفورت اشاره کرد.
وی همچنین در تیم‌های ملی فوتبال Canada women's national under-17 soccer team, Canada women's national under-20 soccer team، و زنان کانادا بازی کرده‌است.
وی در مسابقات کشوری و بین‌المللی در مجموع برندهٔ ۱ مدال برنز شده‌است.